# Inkorporation (Psychoanalyse)
Inkorporation ist der erste von drei Internalisierungsprozessen innerhalb der psychoanalytischen Entwicklungspsychologie. Internalisierung bedeutet hierbei, dass Aspekte eines Objektes ("Objekte" sind in der Psychoanalyse bedeutsame Bezugspersonen) verinnerlicht und somit übernommen werden. Die Inkorporation ist hierbei der entwicklungspsychologisch früheste Prozess der Internalisierung. In der Theorie der Psychoanalyse bedeutet dies, dass das Subjekt (der Säugling) das Objekt (die Mutter oder Anteile von ihr) symbolisch in seinen Körper aufnimmt, in dem dieses weiterexistiert. Tatsächlich werden durch die Prozesse der Inkorporation die Eigenschaften des Objektes übernommen.
Dies geschieht in der Entwicklung des Säuglings, noch bevor sich die Fähigkeit zur Subjekt-Objekt-Differenzierung ausgebildet hat (Mentzos S. 44), also bevor das Kind zwischen seiner eigenen Innenwelt und der äußeren Welt unterscheiden kann. Die beiden anderen Internalisierungsstufen setzen reifere Ichstrukturen voraus. Die Inkorporation stellt den frühsten Verinnerlichungsprozess dar, den man auch mit „Einverleibung“ beschreiben kann. Die beiden reiferen Internalisierungsprozesse sind die Introjektion und die Identifikation (Hoffmann S.O., S. 68).
Bleibt die Reifung aus, so überwiegen auch beim Erwachsenen Elemente der Inkorporation im Sinne einer Prädisposition und Tendenz zur Reaktivierung solcher Internalisierungsformen und den dazugehörigen Objektbeziehungen. Dadurch werden Internalisierungen zu pathologischen Abwehrprozessen, auf die in manchen Situationen auch Erwachsene regressiv zurückgreifen. Beispielsweise schreibt Mentzos, dass Inkorporationen bei der Psychodynamik von Suchterkrankungen eine Rolle spielen.
Der Begriff wird in unterschiedlichen psychoanalytischen Schulen gebraucht. Eine besondere Bedeutung hat er für die Objektbeziehungstheorie, und hier vor allem für jene Theorie, die von Melanie Klein begründet wurde.
Nach Melanie Klein haben in solch einer frühen Phase der Entwicklung, in der die Inkorporation die vorherrschende Form der Internalisierung ist, die Bezugspersonen (meist die Mutter) in der Phantasie des Säuglings nur sehr archaische Eigenschaften und werden nicht ganzheitlich wahrgenommen. Diese Eigenschaften werden in der psychoanalytischen Theorie Objektqualitäten genannt. Bei der Inkorporation werden zumeist grundlegende Eigenschaften wie gut und böse internalisiert, also als im eigenen Körper vorhanden phantasiert.
Aber auch in der modernen psychoanalytischen Literatur werden Inkorporationsprozesse beschrieben. So beschreiben etwa psychoanalytische Säuglingsforscher bestimmte Interaktionsprozesse als Inkorporation, da dadurch beschrieben werden kann, welche „Objektqualitäten“ der Säugling eigentlich verinnerlicht hat. (M.Dornes 2003 51 ff.)